# サン・マルツァーノ・スル・サルノ
サン・マルツァーノ・スル・サルノ（伊: San Marzano sul Sarno）は、イタリア共和国カンパニア州サレルノ県にある、人口約10,000人の基礎自治体（コムーネ）。

## 地理

### 位置・広がり

#### 隣接コムーネ
隣接するコムーネは以下の通り。
- アングリ
- パガーニ
- サン・ヴァレンティーノ・トーリオ
- サンテジーディオ・デル・モンテ・アルビーノ
- スカファーティ